# Mantorp
Mantorp er en by i Mjölby kommune som ligger i Östergötlands län i Östergötland, Sverige, med 3.671 indbyggere i 2010 .
Mantorp voksede oprindelig op omkring jernbanestationen. Nærmeste byer er Mjölby, som ligger omkring 10 km mod vest og Linköping, som ligger 20-30 km mod øst. Mantorp har tilslutning til både motorvejen E4 og er en station på jernbanen Södra stambanan.
Racerbanen Mantorp Park ligger tæt ved byen.

## Eksterne kilder og henvisninger
1. ↑  Tätorter, arealer, befolkning Statistiska centralbyrån.

58°21′N 15°17′Ø / 58.350°N 15.283°Ø